# Бич Лука Лаврентійович
Лука Лаврентійович Бич (18 листопада (30 листопада) 1870, Павлівська, Єйський повіт, Кубанська область, Російська імперія — 12 січня 1944, Подєбради, Чехословаччина) — український політичний діяч, член Кубанських рад (1917-1920), перший голова (Прем'єр-Міністр) Кубанського Краєвого Уряду та голова Законодавчої Ради Кубані.  

## Життєпис

### Громадська та політична діяльність в царській Росії
Освіта — вища, закінчив юридичний факультет Московського університету за спеціальністю юриспруденція.
Після університету одержав місце секретаря Новоросійської міської Управи й через 2—3 роки претендував на виборний пост Новоросійського міського голови. Його вважали людиною «лівих переконань». В 1900 р. перейшов на приватну службу в «Східне товариство транспорту на Волзі й Каспійському морі», де незабаром був призначений директором бакинського відділення. З роками він став популярною особистістю й у Баку обраний голосним міської Думи, а в 1912 р. обраний міським головою Баку. Луці Бичу вдалося примирити три національні групи населення міста: азербайджанців, вірмен і слов'ян, завдяки чому було вирішене питання про постачання міста прісною водою. Найшлися засоби для будівлі «Шаларского» водопроводу за проєктом англійського інженера Ліндлея. До 1917 р. місто, що завжди страждало від нестачі питної води, стало забезпечуватися нею удосталь із відстані 150 км. На виборах до 4-ї Державної думи Росії його обрано виборцем за прогресивним списком. Бич був членом РУП, а потім членом Української соціал-демократичної робітничої партії.

### Голова Кубанського Крайового Уряду, член Кубанської Законодавчої Ради
Після лютневої революції 1917 р., за призначенням Тимчасового Уряду, зайняв пост начальника постачання Кавказької армії.
Після розвалу фронту й самовільного відходу полків у Росію, він вернувся на Кубань. З 1 листопада 1917 року Лука Бич — перший голова Кубанського Крайового Уряду, що був організований по обранню Крайової Ради. Потім, разом з урядовими закладами, здійснив Перший Кубанський похід, а повернувшись в Катеринодар, як голова уряду, повинен був прийнятися за рішення висунутих політичним моментом і майже нерозв'язних проблем. Важко було сполучити інтереси Кубанського Краю з поглядами й вимогами Добровольчої армії, особливо в питаннях про взаємини з Доном, Україною й Німеччиною, про взаємини з іншими різноплемінними сусідами козачих земель, про права Кубані, яка оголосила свою Конституцію, про створення сильного й суверенного Південно-Східного Союзу, про окрему Кубанську армію, про постачання добровольців. У тих випадках, коли справа стосувалася порушення, поновлених революцією, козачих прав, голова уряду повинен був проявляти завзяту наполегливість, незважаючи на невдоволення генерала Денікіна і його оточення. Добровольча армія агітувала проти обрання його на пост Кубанського отамана. Вибраний був генерал О. П. Філімонов. Після цього Лука Бич відмовився й від обов'язків голови уряду, залишаючись рядовим членом Законодавчої Ради.
На початку 1919 р. Крайова Рада призначила його главою делегації на Версальську мирну конференцію. Як і всі козаки, члени делегації були переконані, що боротьба із червоними може завершитися успішно тільки за взаємної підтримки всіх волелюбних сусідів. Зустрівши в Парижу представників кавказьких горян, делегація обговорила з ними проєкт договору про дружбу й підтвердила його підписами своїх членів. Але такі акти не відповідали намірам денікінських верхів, що не визнавали ніяких автономних прав для національних областей Росії. Проєкт був оголошений на засіданні Крайової Ради 10 вересня 1919 р. і для Кулабухова, що привіз його з Парижа, закінчився трагічно. Своєю чергою, комедія суду над ним і його страта стали причиною падіння й самої Добрармії. Кубанські полки, які становили 80 % її складу, у відповідь на акт терору, вийшли з її рядів і стали розходитися по домівках. Так Денікін програв більшовикам.
У цей час за кордоном Лука Бич безрезультатно намагався пробити пролом у байдужості сильних світу до козачих доль.

### Емігрант
Коли армія покинула межі Кубанського краю, він залишився в еміграції. З 1922 р. у Чехословаччині викладав муніципальне право слухачам Української господарської академії, а згодом став її ректором.
Автор ґрунтовних праць з теорії права, правознавства і державного будівництва.

11 травня 1941 року направив листа голові ПУН полковнику Андрію Мельнику, в якому зазначав, що він як кубанський козак-українець вважає за свій обов'язок висловити свою думку в справі політичного положення Кубані й південно-східних кордонів Української Держави.  У листі зазначається: 
"Кубанський Край, переважаючу більшість населення якого складають Українці, мусить належати до складу Української Держави"
Помер у Чехословаччині у 1944 році.